# Football Club de Béjaia
Maillots
Le Football Club de Béjaia plus couramment abrégé en FC Béjaia, est un club de football algérien (football féminin, football masculin, football) fondé le 15 septembre 1999 et basé dans la ville de Béjaia, en Kabylie.
Il évolue en première division du championnat d'Algérie depuis la saison 1999.

## Palmarès
| Compétitions nationales | Compétitions de jeunes |
| --- | --- |
| Football féminin - Coupe d'Algérie : - Finaliste : 1999. - Champion région Est 1999/2000. - Champion région Est 2000/2001. - Vainqueur de la coupe de la ligue Est 1999/2000. - Vainqueur de la coupe de la ligue Est 2000/2001. - Vainqueur du tournoi international maghrebin mars 2005. | Football Féminin - Coupe d'Algérie -20 ans (1) : - Vainqueur : 2014-15 - 1.Vainqueur du championnat national U17 gr Est 2019/2020. |